# 芥川保志
芥川 保志（あくたがわ やすし、1956年4月3日 - ）は、日本の映画プロデューサー。映画のほかにテレビ、ラジオ、CM、舞台などのマルチプロデューサーとして活動。日本映画テレビプロデューサー協会会員。日本アカデミー賞協会会員。

## 概要
熊本県熊本市出身。熊本市立若葉小学校、熊本市立東野中学校、熊本県立済々黌高等学校、日本大学芸術学部映画学科卒業。
友人に中学時代の同級生で映画評論家で京都大学大学院名誉教授の加藤幹郎（故人）、高校時代の同級生でバイオニリストの太田惠資、他に島田歌穂、ミュージシャンでアリスのドラムの矢沢透、岸田敏志、俳優の石田純一、渡辺裕之（故人）、ヒーラーの高塚光、映画監督の松本准平がいる。

## 人物・来歴

### 生い立ち
熊本県熊本市にうまれる。曽祖父の芥川孫七（安政4年・現在の熊本県宇土市走潟町生まれ）は、熊本の士族、家紋は「隅切り角に畳扇1本」。河尻神宮の氏子。祖父は芥川巳市（みいち）、祖母はトジュ（旧姓・小山）。父、芥川誠志、母、知子（旧姓・平野）の長男として生まれる。
熊本県立済々黌高等学校に入学した時、創立90周年の記念誌に大先輩である映画監督の牛原虚彦が寄稿した「私のチャップリン先生」を読み、日本大学芸術学部映画学科への進学を志す。高校では「視聴覚部」に所属。高校1年生の末に同級生の自殺を期にドキュメンタリー番組を製作後、8ミリ映画を精力的に撮るようになる。
1975年、日大芸術学部では映画監督の牛原虚彦に師事。大学在学中に企画した『映画監督・牛原虚彦顕彰会』は、熊本日日新聞社他、熊本のすべてのテレビ、ラジオで特番が組まれた。その後、志垣太郎の司会で牛原虚彦と俳優の笠智衆の対談を水前寺公演の「古今伝授の間」で収録。同年12月1日の「映画の日」にフジTV系「スター千一夜」にて全国放送され、年間の最高視聴率を獲得した。
2003年、家系研究協議会に論文発表『源守仲こと芥川土佐守、そのひとつの試論』自身の家系研究をする。清和源氏の流れ、先祖は源三位頼政の庶流。1256年（建長8年）、源守仲が芥川庄（現在の大阪府高槻市芥川町）にて、芥川土佐守を拝命した経緯などを調査している。家系研究36号に掲載（熊本県が全国で一番「芥川姓」が多いとのこと）。
2022年2月、前立腺がんの告知を受けるも、5回の放射線治療を受け快復。 新作映画『フェラーズ』のプロデュースを手掛けている。

### 映画プロデュース
- 1980年、大学卒業後、広告代理店に勤務。代理店勤務時代は広告宣伝の企画・制作に従事し、同時にFM福岡の番組を4本プロデュース。『おもしろケーションCLUB』ではパーソナリティとして自らが出演した。大洋漁業九州支社、日本旅行九州営業本部、学生援護会、福岡日産、その他を担当し、1984年1月、東京本社転勤。
- 1986年8月に同社を退社。9月27日に株式会社プライド・ワンを設立。
- 1988年9月、アメリカンファミリー生命・ミュージカル『STAND UP』を青山劇場にて上演し、総合プロデュースを担当する。同ミュージカルには、秩父宮妃、常陸宮、高円宮が来場した。
- 1990年5月、株式会社プライドワン・エンタテインメントを設立、代表取締役に就任。これまでに数々の映画プロデュースを手がける。

### 代表作『終戦のエンペラー』
映画『終戦のエンペラー』の原作は岡本嗣郎『陛下をお救いなさいまし 河井道とボナー・フェラーズ』（ホーム社、のち集英社文庫）であるが、この原作が出来上がった時、岡本嗣郎が完成を最初に知らせた相手が芥川保志であった。芥川保志の元へ送られた7枚にもおよぶ手紙には『陛下をお救いなさいまし 河井道とボナー・フェラーズ』誕生に至る背景と岡本嗣郎の苦悩と葛藤が生々しく綴られていた。この原作は、1通の手紙を皮切りにキャスティング・ディレクターの奈良橋陽子・芥川保志とともに映画『終戦のエンペラー』として世に送りだされることとなった。これまでに興行収入14.8億円を記録している。

## 略歴
- 1956年、熊本県生まれ。熊本県立濟々黌高等学校、日本大学芸術学部映画学科卒業。
- 1986年、株式会社プライドワンを設立。
- 1988年、アメリカンファミリー生命ミュージカル「STAND UP」青山劇場にて上演、総合プロデュース。
- 1990年、株式会社プライドワン・エンタテインメントを設立。NHK衛星放送 BS1番組制作を開始。フジテレビ「ドキュメンタリーNONFIX」等の番組制作。
- 1991年、ヴライク・イオネスク博士日本招聘。フジテレビ・3夜連続特別番組「大予言ノストラダムス」をプロデュース。大林宣彦監督・映画「ふたり」宣伝プロデュース。
- 1992年、喜多郎・映画「十五少女漂流記」宣伝プロデュース
- 1993年、「アースウォッチ・アジア」設立メンバー・プロデューサー
- 1995年、大林宣彦監督・映画「あした」製作プロデュース
- 1998年、大林宣彦監督・映画「風の歌が聴きたい」製作プロデュース（東京国際映画祭特別招待作品）。氷室京介「ONE NIGHT STAND」全国ツアー・プロデュース
- 1999年、大林宣彦監督・映画「あの夏の日」製作プロデュース（ゆうばりファンタスティク映画祭特別招待作品）
- 2000年、川原圭敬監督・映画「田園のユーウツ」製作プロデュース東京国際映画祭特別招待作品
- 2006年、東京MXテレビ・保阪尚希「キャンパスリンク」企画・製作
- 2010年、日本工学院八王子専門学校「プロデューサー概論」特別講師
- 2013年、ピーター・ウェーバー監督・映画「終戦のエンペラー」原案・プロデューサー
- 2017年、森ガキ侑大監督・映画「おじいちゃん、死んじゃったって」製作（東京国際映画祭正式出品作品）

## プロデュース

### 映画
- ふたり[2]（1991年） 宣伝プロデューサー
- 喜多郎の十五少女漂流記[2]（1992年） 宣伝プロデューサー
- あした[3]（1995年）製作[4]
- 風の歌が聴きたい[5]（1998年） 企画、プロデューサー[6]第11回東京国際映画祭特別招待作品
- あの、夏の日[7]（1999年） 製作、企画、プロデューサー[8]第10回ゆうばり国際冒険・ファンタスティック映画祭'99（ゆうばり国際ファンタスティック映画祭）招待作品[9]
- 田園のユーウツ[10]（2000年）製作[11]第13回東京国際映画祭特別招待作品
- 終戦のエンペラー[2]（2012年） 原案[2][12]、プロデューサー
- おじいちゃん、死んじゃったって。（2017年）製作（株式会社プライドワン・エンタテインメントとして）[13]

### テレビ
- 三日でわかるノストラダムス（1991年）（フジテレビ）

### ミュージカル
- STAND UP (1988年）ゼネラル・プロデューサー（アメリカンファミリー生命保険会社）

### その他
- NPO法人『アースウォッチ・ジャパン』（1993年） 企画設立、プロデューサー[2]
- 星座ワイン・フォーチュネイト シリーズ（東亜商事） プロデュース [14]